# Donald Triplett
Donald Gray Triplett (ur. 8 września 1933 w Forest w stanie Missisipi, zm. 15 czerwca 2023 tamże) – pierwsza osoba, u której zdiagnozowano autyzm. Jego diagnozę wystawił Leo Kanner i oznaczył pacjenta jako „Przypadek 1”. Triplett był znany ze swoich zdolności, w szczególności umiejętności nazywania nut granych na pianinie oraz szybkiego mnożenia liczb w pamięci.

## Wczesne życie

### Dzieciństwo i przejawy spektrum autyzmu
Donald Triplett urodził się jako syn Beamona i Mary Triplett w Forest w stanie Missisipi. Matka pochodziła z bankierskiej rodziny, a ojciec był prawnikiem.
Mały Donald początkowo był głęboko zamkniętym dzieckiem, które nie reagowało na gesty i głosy rodziców. Nie komunikował się zwykłym językiem, nie bawił się z innymi dziećmi, wydawał się być zdystansowanym od relacji z innymi ludźmi. Triplett został umieszczony w zakładzie psychiatrycznym w wieku trzech lat, jednak rok później został zabrany stamtąd przez rodziców. Ojciec opisywał go jako społecznie wycofanego, ale zainteresowanego liczbami, nutami, literami alfabetu i zdjęciami prezydenta USA. Jego rodzice mieli duże trudności z nakłonieniem go do jedzenia, a widok innych dzieci jedzących słodycze nie wydawał się być dla niego zachęcającym. W wieku dwóch lat był w stanie wyrecytować Psalm 23 Starego Testamentu i wymawiać 25 pytań wraz z odpowiedziami z nieokreślonego bliżej katechizmu prezbiteriańskiego. Chłopca bardzo interesowały rymy. Odpowiedzi na pytania udzielał jednym słowem, zwykle „tak” lub „nie”. W tym wieku bardzo zainteresował się obracaniem klocków, patelniami i innymi okrągłymi przedmiotami, wykazywał zaś niechęć do trójkołowców i huśtawek. Początkowo nie interesował się zjeżdzalniami, jednakże zaczynał się na nich bawić, gdy zostawał sam. Uwidaczniał echolalię oraz problemy z zapamiętywaniem zaimków, z tego powodu często używał „ty” w odniesieniu do siebie i „ja” w odniesieniu do osoby, z którą rozmawiał. Jego nietypowe zachowanie obrazuje sytuacja mająca miejsce podczas Bożego Narodzenia: wchodząc do pokoju, od razu podszedł do zabawek, ignorując wszystkich innych w pokoju, w tym inne dzieci i mężczyznę odgrywającego postać Świętego Mikołaja, którego wynajął ojciec. Jego matka miała trudności ze zmuszeniem go, by Donald w ogóle na nią spojrzał.

### Diagnoza
W 1938 r. rodzina Triplettów pojechała do Baltimore w stanie Maryland na spotkanie z Leo Kannerem, psychiatrą i twórcą psychiatrii dziecięcej. Donald odbył jeszcze kilka wizyt, ale kiedy wrócił ponownie, nawet nie spojrzał na trzech obecnych lekarzy, chociaż dwóch zapamiętało go z poprzedniej wizyty. Zamiast tego udał się do biurka, zainteresowany papierami i książkami. Kanner rozpoczął rozmowy, aby poznać jego „obsesyjną naturę”. Do 1943 roku Kanner spotkał się z dziesięcioma przypadkami podobnych w zachowaniu dzieci. W tym samym roku opublikował artykuł, w którym przedstawił objawy zaburzenia nazwanego później autyzmem.
Później jego zachowanie pozornie poprawiło się. Donald nauczył się grać proste melodie na pianinie. Wykazywał lepszą koncentrację i wyraźniej reagował na otoczenie i inne osoby. Miewał niekiedy napady złości oraz wykazywał pewne niepokojące zachowania, przykładowo: stanie na stołach, wkładanie jedzenia we włosy, żucie papieru i wkładanie kluczy od domu do odpływu. Nauczył się piętnastu słów z encyklopedii i powtarzał je w kółko bez kontekstu. Nadal nie patrzył na ludzi podczas mówienia ani nie używał ekspresyjnych gestów. Komunikację ograniczał tylko do wyrażania potrzeb. Jego zainteresowanie rozpraszało się, gdy otrzymywał lub mówiono mu, to czego potrzebuje. Zainteresował się kategoryzowaniem filmów i numerów magazynu Time według daty publikacji, wykazując znikome zainteresowanie treścią.

## Edukacja i dorosłe życie
Zdiagnozowanie Donalda Tripletta doprowadziło do powstania złożonej historii spektrum autyzmu, z którą związane były liczne konflikty wśród badaczy tego zagadnienia.
Donald Triplett został zapisany do miejscowego gimnazjum, a w 1958 ukończył studia licencjackie z języka francuskiego w Millsaps College. Wrócił później do swojego rodzinnego miasta, gdzie pracował w banku należącym do jego rodziny. W wolnym czasie nauczył się prowadzić samochód i zaczął podróżować po świecie.
Mieszkał do swojej śmierci 15 czerwca 2023 w rodzinnym domu w Forest w stanie Missisipi.

## Publikacje
Triplett został odszukany przez dziennikarzy Johna Donvana i Caren Zuckera, chcących poznać historię jego życia do napisania artykułu „Pierwsze dziecko autyzmu” w The Atlantic. Później jego historia została opisana w wydanej w 2016 r. książce pt. In a Different Key.